# Campeonato da Estónia de Ciclismo em Estrada
Os Campeonatos da Estónia de Ciclismo em Estrada foram criados em 1997.
Jaan Kirsipuu foi vencedro quatro postos da corrida em estrada e sete vez na corrida contrarrelógio desde o ano 2000.

## Homens

### Ciclismo em estrada
| Ano  | Ganhador      | Segundo           | Terceiro          |
| ---- | ------------- | ----------------- | ----------------- |
| 1997 | Oskari Kargu  | Allan Oras        | Andrus Aug        |
| 1998 | Jaan Kirsipuu | Janek Tombak      | Lauri Aus         |
| 1999 | Jaan Kirsipuu | Andrus Aug        | Allan Oras        |
| 2000 | Lauri Aus     | Jaan Kirsipuu     | Janek Tombak      |
| 2001 | Janek Tombak  | Jaan Kirsipuu     | Andrus Aug        |
| 2002 | Jaan Kirsipuu | Andri Lebedev     | Janek Tombak      |
| 2003 | Janek Tombak  | Lauri Aus         | Erki Pütsep       |
| 2004 | Erki Pütsep   | Janek Tombak      | Oskari Kargu      |
| 2005 | Jaan Kirsipuu | Erki Pütsep       | Janek Tombak      |
| 2006 | Erki Pütsep   | Allan Oras        | Andrei Mustonen   |
| 2007 | Erki Pütsep   | Jaan Kirsipuu     | Allan Oras        |
| 2008 | Jaan Kirsipuu | Kalle Kriit       | Erki Pütsep       |
| 2009 | Rein Taaramäe | Sander Maasing    | Erki Pütsep       |
| 2010 | Kalle Kriit   | Tanel Kangert     | Jaan Kirsipuu     |
| 2011 | Mart Ojavee   | Martin Puusepp    | Tanel Kangert     |
| 2012 | Tanel Kangert | Gert Jõeäär       | Rein Taaramäe     |
| 2013 | Rein Taaramäe | Silver Schultz    | Ivo Suur          |
| 2014 | Alo Jakin     | Gert Jõeäär       | Risto Raid        |
| 2015 | Gert Jõeäär   | Rein Taaramäe     | Endrik Puntso     |
| 2016 | Mihkel Räim   | Silver Mäoma      | Alo Jakin         |
| 2017 | Gert Jõeäär   | Alo Jakin         | Rein Taaramäe     |
| 2018 | Mihkel Räim   | Gert Jõeäär       | Karl Patrick Lauk |
| 2019 | Alo Jakin     | Peeter Pruus      | Gert Jõeäär       |
| 2020 | Norman Vahtra | Karl Patrick Lauk | Gert Kivistik     |
| 2021 | Mihkel Räim   | Karl Patrick Lauk | Alo Jakin         |

Vários títulos :
- - 5 : Jaan Kirsipuu
  - 3 : Erki Pütsep
  - 2 : Alo Jakin, Gert Jõeäär, Mihkel Räim, Riñón Taaramäe, Janek Tombak

### Contrarrelógio
| Ano  | Ganhador       | Segundo           | Terceiro        |
| ---- | -------------- | ----------------- | --------------- |
| 1997 | Urmo Fuchs     | Oskari Kargu      | Otsus Innirek   |
| 1998 | Jaan Kirsipuu  | Lauri Aus         | Margus Salumets |
| 1999 | Jaan Kirsipuu  | Allan Oras        | Markku Ainsalu  |
| 2000 | Lauri Aus      | Jaan Kirsipuu     | Allan Oras      |
| 2001 | Jaan Kirsipuu  | Markku Ainsalu    | Andre Aduson    |
| 2002 | Jaan Kirsipuu  | Margus Salumets   | Oskari Kargu    |
| 2003 | Jaan Kirsipuu  | Lauri Aus         | Janek Tombak    |
| 2004 | Jaan Kirsipuu  | Markku Ainsalu    | Tarmo Raudsepp  |
| 2005 | Jaan Kirsipuu  | Tarmo Raudsepp    | Andre Aduson    |
| 2006 | Jaan Kirsipuu  | Tarmo Raudsepp    | Andre Aduson    |
| 2007 | Jaan Kirsipuu  | Riñón Taaramäe    | Prlit Prous     |
| 2008 | Tanel Kangert  | Allan Oras        | Andre Aduson    |
| 2009 | Riñón Taaramäe | Ervin Korts-Laur  | Gert Jõeäär     |
| 2010 | Tanel Kangert  | Ervin Korts-Laur  | Gert Jõeäär     |
| 2011 | Riñón Taaramäe | Gert Jõeäär       | Mart Ojavee     |
| 2012 | Riñón Taaramäe | Tanel Kangert     | Rene Mandri     |
| 2013 | Tanel Kangert  | Riñón Taaramäe    | Gert Jõeäär     |
| 2014 | Gert Jõeäär    | Alo Jakin         | Oskar Nisu      |
| 2015 | Gert Jõeäär    | Silver Mäoma      | Timmo Jeret     |
| 2016 | Gert Jõeäär    | Silver Mäoma      | Ivo Suur        |
| 2017 | Silver Mäoma   | Gert Jõeäär       | Norman Vahtra   |
| 2018 | Tanel Kangert  | Alo Jakin         | Norman Vahtra   |
| 2019 | Riñón Taaramäe | Karl Patrick Lauk | Oskar Nisu      |
| 2020 | Gleb Karpenko  | Rait Ärm          | Markus Pajur    |

Vários títulos :
- - 9 : Jaan Kirsipuu
  - 4 : Tanel Kangert, Riñón Taaramäe
  - 3 : Gert Jõeäär

### Critério
| Ano  | Ganhador       | Segundo           | Terceiro         |
| ---- | -------------- | ----------------- | ---------------- |
| 2004 | Helmet Tamkõrv | Artur Gornischeff | Raido Kodanipork |
| 2005 | Helmet Tamkõrv | Andre Aduson      | Peep Mikli       |
| 2006 | Janek Tombak   | Sigvard Kukk      | Raivo Maimre     |
| 2007 | Indrek Rannama | Jaan Kirsipuu     | Priit Prous      |
| 2008 | Andrus Aug     | Jaan Kirsipuu     | Caspar Austa     |
| 2009 | Indrek Rannama | Oskari Kargu      | Jaan Kirsipuu    |
| 2010 | Markku Ainsalu | Allan Oras        | Caspar Austa     |
| 2011 | Mart Ojavee    | Caspar Austa      | Janar Jermakov   |
| 2012 | Markku Ainsalu | Oskari Kargu      | Caspar Austa     |
| 2013 | Markku Ainsalu | Vahur Valvas      | Janek Tombak     |
| 2016 | Karlo Aia      | Viljar Kuljus     | Joonas Jõgi      |

## Mulheres

### Ciclismo em estrada
| Ano  | Vencedor             | Segundo          | Terceiro              |
| ---- | -------------------- | ---------------- | --------------------- |
| 2007 | Grete Treier         | Maaris Meier     | Laura Lepasalu        |
| 2008 | Grete Treier         | Laura Lepasalu   | Liisa Ehrberg         |
| 2009 | Maaris Meier         | Liisa Ehrberg    | Daisi Rist            |
| 2010 | Grete Treier         | Liisa Ehrberg    | Kristel Koort         |
| 2011 | Grete Treier         | Liisi Rist       | Kristel Koort         |
| 2012 | Grete Treier         | Liisi Rist       | Liisa Ehrberg         |
| 2013 | Liisi Rist           | Kristel Koort    | Liisa Ehrberg         |
| 2014 | Liisi Rist           | Liisa Ehrberg    | Kristel Koort         |
| 2015 | Liisa Ehrberg        | Liisi Rist       | Kelly Kalm            |
| 2016 | Kelly Kalm           | Janelle Uibokand | Mae Lang              |
| 2017 | Kelly Kalm           | Mathilde Nigul   | Merili Sirvel         |
| 2018 | Liisa Ehrberg        | Kelly Kalm       | Mathilde Nigul        |
| 2019 | Liisa Ehrberg        | Mae Lang         | Janelle Uibokand      |
| 2020 | Aidi Gerde Tuisk     | Kelly Kalm       | Birgit Tito           |
| 2021 | Aidi Gerde Tuisk     | Mari-Liis Mõttus | Liisa Ehrberg         |
| 2022 | Ann-Christine Allik  | Mari-Liis Mõttus | Kai Luigend           |
| 2023 | Laura Lizette Sander | Elina Tasane     | Elisabeth Ebras       |
| 2024 | Laura Lizette Sander | Elisabeth Ebras  | Kristel Sandra Soonik |

### Contrarrelógio
| Ano  | Vencedor              | Segundo                 | Terceiro             |
| ---- | --------------------- | ----------------------- | -------------------- |
| 2006 | Grete Treier          | Kata-Liina Normak       | Laura Lepasalu       |
| 2007 | Grete Treier          | Kata-Liina Normak       | Laura Lepasalu       |
| 2008 | Grete Treier          | Laura Lepasalu          | Liisa Ehrberg        |
| 2009 | Liisa Ehrberg         | Maaris Meier            | Laura Lepasalu       |
| 2010 | Grete Treier          | Liisa Ehrberg           | Ivika Lainevee       |
| 2011 | Grete Treier          | Alma Sarapuu            | Viktoria Randalainen |
| 2012 | Grete Treier          | Liisi Rist              | Viktoria Randalainen |
| 2013 | Liisi Rist            | Viktoria Randalainen    | Kristel Koort        |
| 2014 | Liisi Rist            | Inge Kool               | Liisa Kull           |
| 2015 | Liisi Rist            | Liisa Ehrberg           | Janelle Uibokand     |
| 2016 | Liisi Rist            | Liisa Ehrberg           | Mari-Liis Mõttus     |
| 2017 | Liisi Rist            | Mari-Liis Mõttus        | Liisa Ehrberg        |
| 2018 | Liisi Rist            | Egle Mätas              | Mari-Liis Mõttus     |
| 2019 | Liisi Rist            | Egle Mätas              | Mari-Liis Mõttus     |
| 2020 | Mari-Liis Mõttus      | Mathilde Nigul          | Egle Mätas           |
| 2021 | Mari-Liis Mõttus      | Karmen Reinpold         | Aidi Gerde Tuisk     |
| 2022 | Kristel Sandra Soonik | Hanna Karoline Taaramäe | Aidi Gerde Tuisk     |
| 2023 | Laura Lizette Sander  | Elisabeth Ebras         |                      |
| 2024 | Laura Lizette Sander  | Elisabeth Ebras         | Aidi Gerde Tuisk     |

## Esperanças Homens

### Ciclismo em estrada
| Ano  | Ganhador          | Segundo        | Terceiro                   |
| ---- | ----------------- | -------------- | -------------------------- |
| 2002 | Kalle Kriit       |                |                            |
| 2005 | Kalle Kriit       | René Mandri    | Andrei Mustonen Laptšenkov |
| 2007 | Tanel Kangert     | Alo Jakin      | Gert Jõeäär                |
| 2009 | Riñón Taaramäe    | Sander Maasing | Gert Jõeäär                |
| 2015 | Endrik Puntso     | Aksel Nõmmela  | Greg Hallop                |
| 2016 | Silver Mäoma      | Aksel Nõmmela  | Karl Patrick Lauk          |
| 2017 | Karl Patrick Lauk | Silver Mäoma   | Norman Vahtra              |
| 2018 | Karl Patrick Lauk | Norman Vahtra  | Kirill Tarassov            |
| 2019 | Karl Patrick Lauk | Rait Ärm       | Markus Pajur               |

### Contrarrelógio
| Ano  | Ganhador          | Segundo           | Terceiro          |
| ---- | ----------------- | ----------------- | ----------------- |
| 2005 | René Mandri       | Kalle Kriit       | Mihkel Reile      |
| 2006 | Riñón Taaramäe    | Mihkel Reile      | Gert Jõeäär       |
| 2007 |                   |                   |                   |
| 2008 | Gert Jõeäär       | Ervin Korts-Laur  | Martin Puusepp    |
| 2009 |                   |                   |                   |
| 2010 | Martin Puusepp    | Urmo Utar         | Karlo Aia         |
| 2011 | Karlo Aia         | Ivo Suur          | Gabriel Leppik    |
| 2012 | Karlo Aia         | Siim Alamaa       | Risto Raid        |
| 2013 | Timmo Jeret       | Endrik Puntso     | Martin Laas       |
| 2014 |                   |                   |                   |
| 2015 | Silver Mäoma      | Timmo Jeret       | Oskar Nisu        |
| 2016 | Silver Mäoma      | Oskar Nisu        | Karl Patrick Lauk |
| 2017 | Silver Mäoma      | Norman Vahtra     | Peeter Pung       |
| 2018 | Norman Vahtra     | Karl Patrick Lauk | Arthur Kooser     |
| 2019 | Karl Patrick Lauk | Artur Kooser      | Joosep Sankmann   |

## Juniores Homens

### Ciclismo em estrada
| Ano  | Ganhador          | Segundo              | Terceiro         |
| ---- | ----------------- | -------------------- | ---------------- |
| 2007 | Sven Ilves        | Silver Ao            | Risto Raid       |
| 2010 | Mihkel Räim       | Sten Sarv            | Jörgen Matt      |
| 2011 | Oskar Nisu        | Kristen Kivistik     | Timmo Jeret      |
| 2012 | Oskar Nisu        | Kristen Kivistik     | Raimo Johanson   |
| 2013 | Steven Kalf       | Siim Saavik          | Peeter Pung      |
| 2014 | Kristo Enn Vadia  | Karl-Arnold Vendelin | Ekke-Kaur Vosman |
| 2015 | Kristjan Johanson | Kristo Enn Vadia     | Siim Kiskonen    |
| 2016 | Marten Jõeäär     | Oskar Maidre         | Risto Saiba      |
| 2018 | Toomas Vool       | Anton Litvintsev     | Markus Pajur     |
| 2019 | Henri Treimuth    | Artiom Mirzojev      | Gleb Karpenko    |

### Contrarrelógio
| Ano  | Ganhador         | Segundo           | Terceiro          |
| ---- | ---------------- | ----------------- | ----------------- |
| 2001 | Risto Usin       | Priit Prous       | Kalle Kriit       |
| 2010 | Timmo Jeret      | Siim Erik Alamaa  | Jörgen Matt       |
| 2011 | Timmo Jeret      | Endrik Puntso     | Aksel Nõmmela     |
| 2012 | Siim Saavik      | Oskar Nisu        | Aksel Nõmmela     |
| 2013 | Siim Saavik      | Kaarel Redi       | Silver Mäoma      |
| 2014 | Ekke-Kaur Vosman | Norman Vahtra     | Kristjan Johanson |
| 2015 | Raimo Lätte      | Kristjan Johanson | Siim Kiskonen     |
| 2016 | Kristo Prangel   | Oskar Maidre      | Sander Kempi      |
| 2017 | Sander Kempi     | Marten Jõeäär     | Joosep Sankmann   |
| 2018 | Artjom Mirźojev  | Gleb Karpenko     | Henri Treimuth    |
| 2019 | Gleb Karpenko    | Artiom Mirzojev   | Jonas Kurits      |
| 2020 | Jonas Kurits     | Madis Mihkels     | Gregor Kokk       |